# The Spendthrift
The Spendthrift er en amerikansk stumfilm fra 1915 af Walter Edwin.

## Medvirkende
- Irene Fenwick som Frances Ward.
- Cyril Keightley som Richard Ward.
- Malcolm Duncan som Monty Ward.
- John Nicholson som Phil Cartright.
- Mattie Ferguson som Gretchen Jans.